# نولان بورتر
نولان بورتر (بالإنجليزية: N. F. Porter)‏ هو كاتب أغاني أمريكي، ولد في 10 مايو 1949 في لوس أنجلوس في الولايات المتحدة.